# Miha Zupan
Miha Zupan, né le 12 septembre 1982 à Kranj, dans la République socialiste de Slovénie, est un joueur slovène de basket-ball, évoluant au poste d'ailier fort.
Atteint de surdité partielle, il a pratiqué le basket-ball des sourds.